# Họ Rau sam
Họ Rau sam (danh pháp khoa học: Portulacaceae) là một họ trong thực vật có hoa, khi hiểu theo nghĩa rộng thì bao gồm khoảng 20-23 chi với khoảng 500 loài, dưới dạng các cây thân thảo hay cây bụi nhỏ. Họ này được phần lớn các nhà phân loại thực vật công nhận; với sự phân bố rộng khắp thế giới, trong đó sự đa dạng về loài lớn nhất có tại các khu vực bán khô cằn của Nam bán cầu tại châu Phi, Australia và Nam Mỹ, nhưng cũng có một số loài sống ở khu vực phía bắc tới tận khu vực Bắc cực. Họ này là tương tự như họ Cẩm chướng (Caryophyllaceae), chỉ khác ở chỗ trong đài hoa chỉ có 2 lá đài.
Hệ thống APG II năm 2003 và hệ thống APG III năm 2009 (không thay đổi so với hệ thống APG năm 1998) đặt họ này trong bộ Cẩm chướng (Caryophyllales) nhưng chỉ chứa 1 chi duy nhất là Portulaca và 40-152 loài.

## Các chi
- Portulaca: Khoảng 152 loài rau sam, hoa mười giờ.

## Chuyển họ khác
- Amaranthaceae: Họ Dền
  - Rumicastrum = Atriplex
- Anacampserotaceae
  - Anacampseros
  - Grahamia
  - Talinopsis
- Didiereaceae: Họ Xương rồng Madagascar
  - Calyptrotheca
  - Ceraria
  - Portulacaria
- Montiaceae
  - Baitaria = Calandrinia
  - Calandrinia
  - Calyptridium
  - Cistanthe
  - Claytonia
  - Lenzia
  - Lewisia
  - Montia
  - Phemeranthus
  - Schreiteria
  - Silvaea = Cistanthe
  - Spraguea = Calyptridium
- Talinaceae: Họ Sâm mùng tơi
  - Amphipetalum
  - Talinella = Talinum
  - Talinum: Chi Sâm mùng tơi

## Hình ảnh

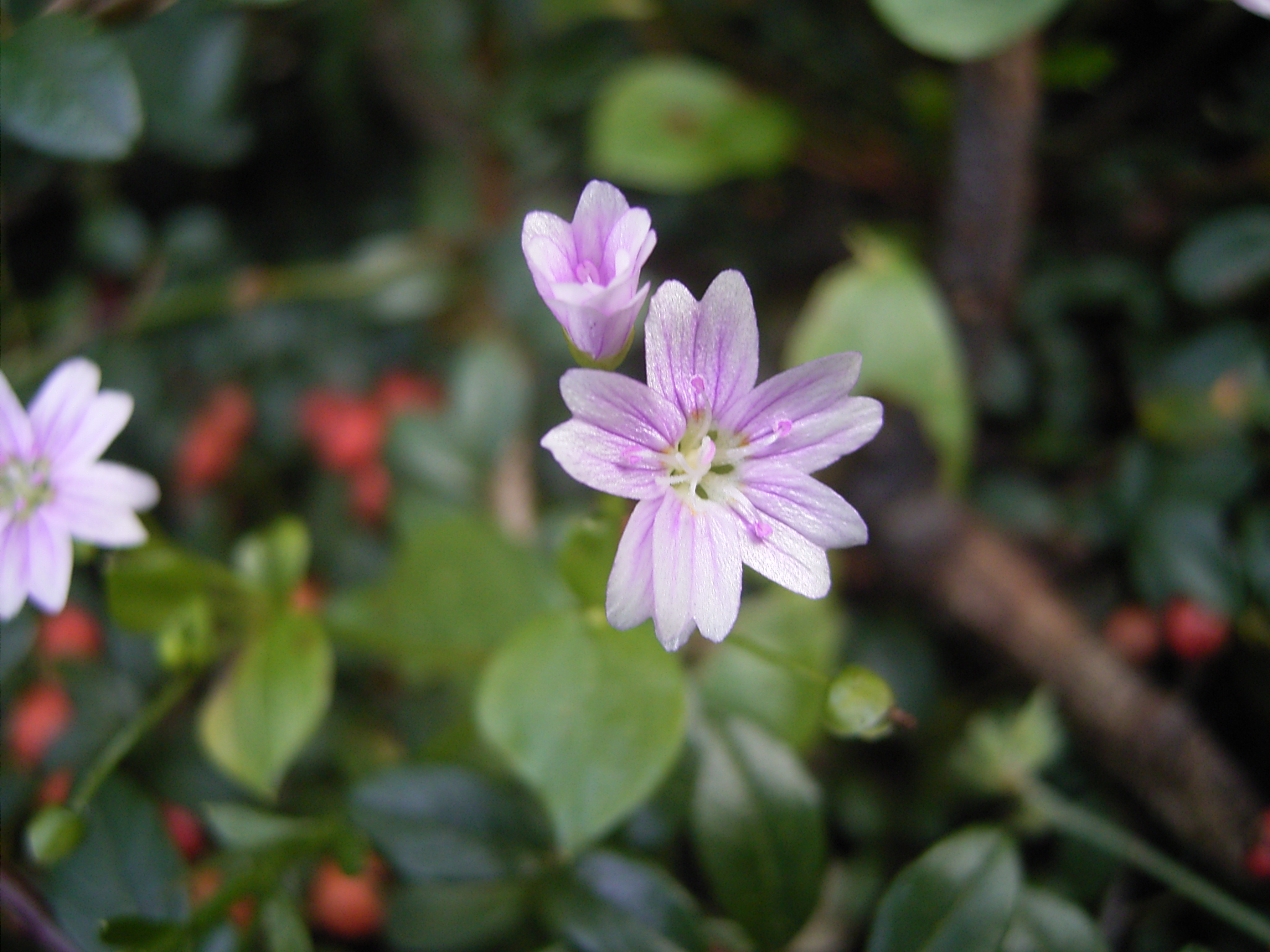
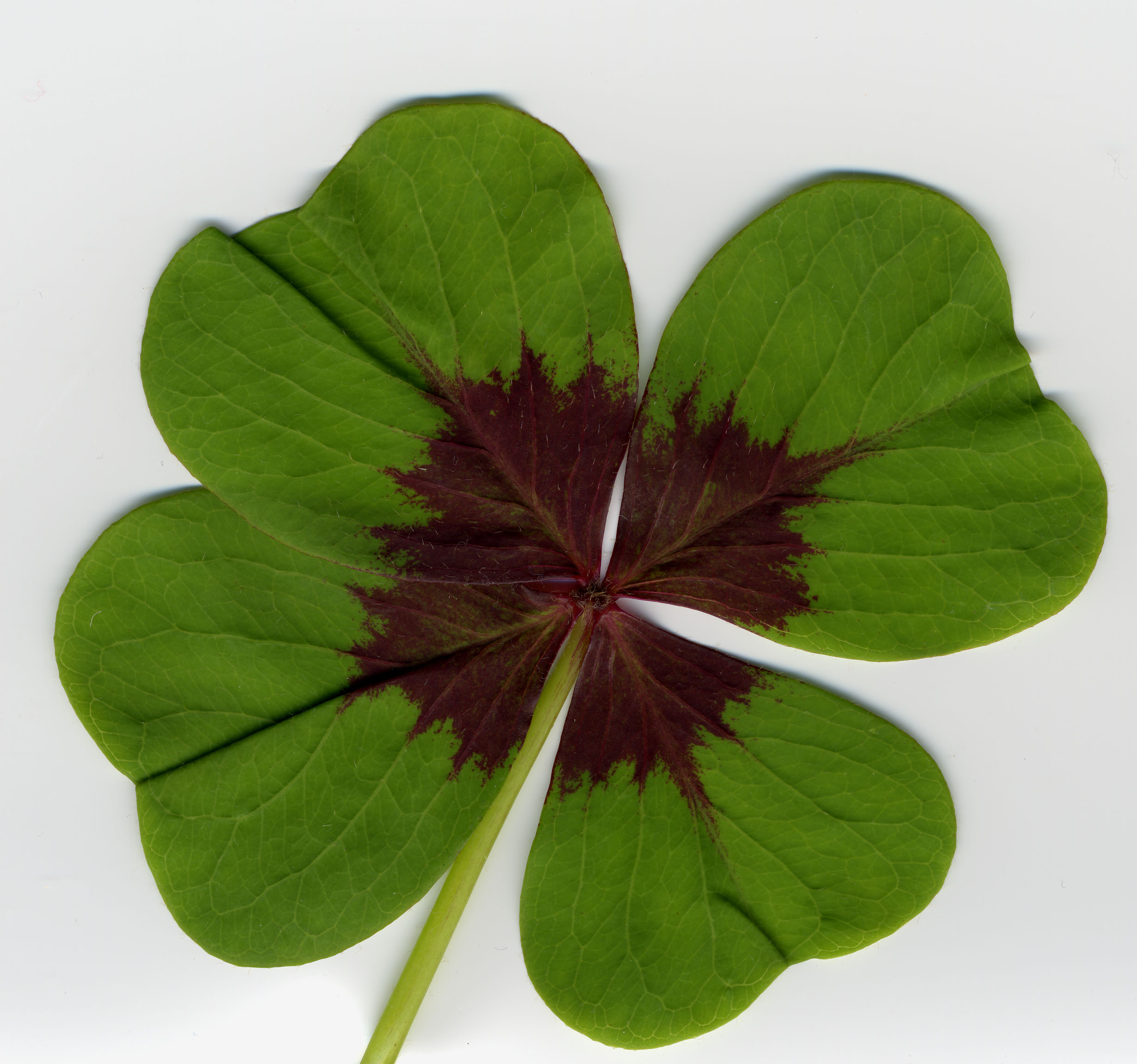
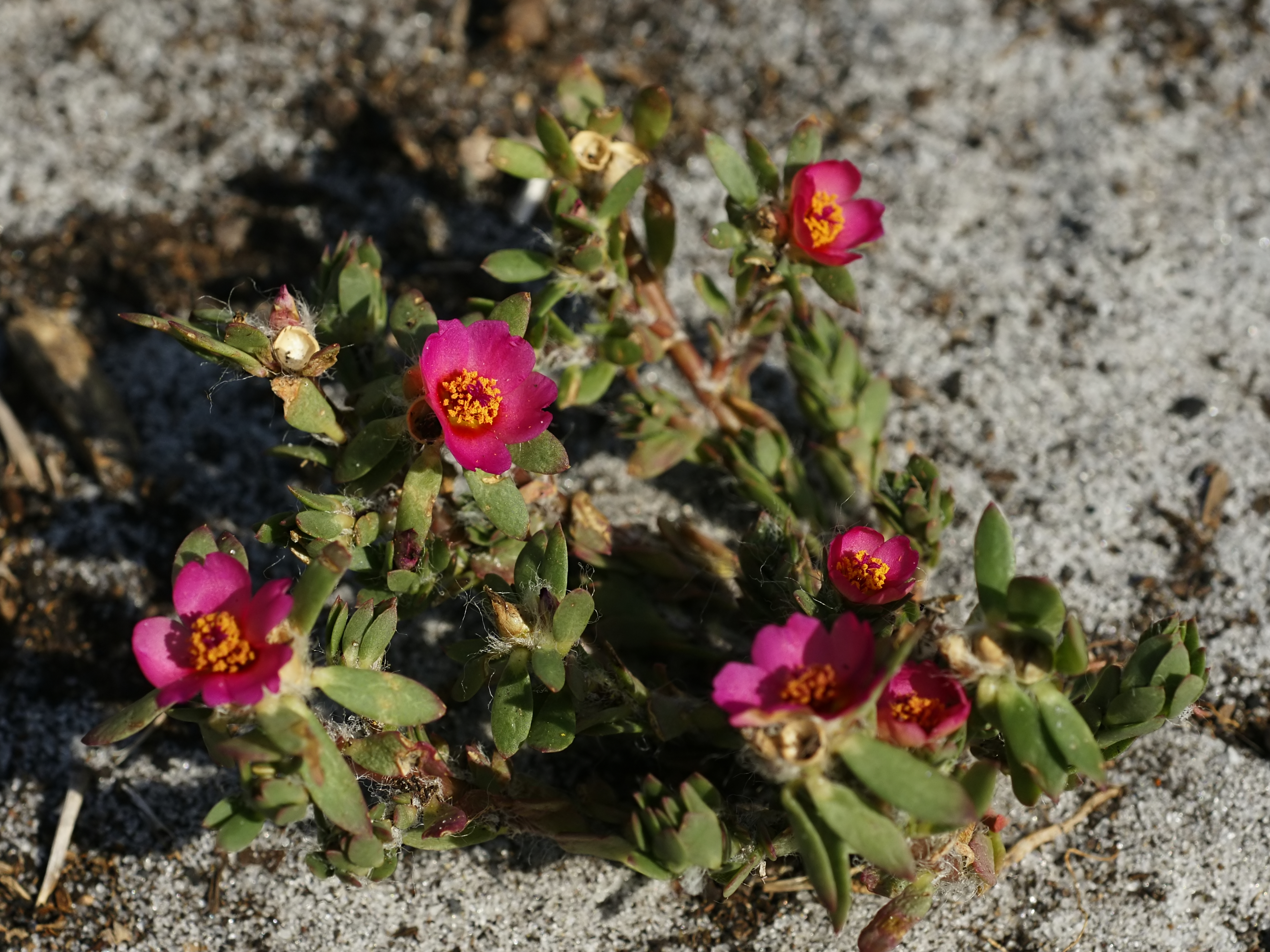
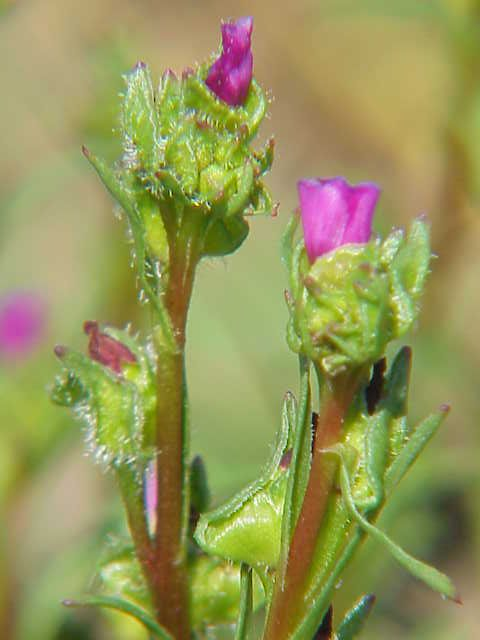